# Centro Aéreo Internacional de Roswell
El Centro Aéreo Internacional de Roswell (en inglés: Roswell International Air Center) (IATA: ROW, ICAO: KROW, FAA LID: ROW) es un aeropuerto a siete millas (11 km) al sur de Roswell, en el condado de Chaves, Nuevo México, al suroeste de Estados Unidos.
El aeropuerto fue Campo aéreo militar internacional de Roswell durante la Segunda Guerra Mundial, y la Base Aérea Walker durante la Guerra Fría. Cuando se cerró fue la mayor base del Comando Aéreo Estratégico de la Fuerza Aérea de los Estados Unidos. Roswell International Air Center fue desarrollado después de la clausura de la Base aérea Walker el 30 de junio de 1967.
El 2 de abril de 2011, un Gulfstream G650 se estrelló poco después de despegar del aeropuerto durante un vuelo de prueba que se está llevando a cabo por el fabricante de este grande, doble motor jet de negocios, matando a los cuatro pasajeros a bordo.
El aeropuerto fue utilizado por Felix Baumgartner para lanzar su salto de caída libre sin precedentes desde la estratosfera, el 14 de octubre de 2012. 